# 武儒衡

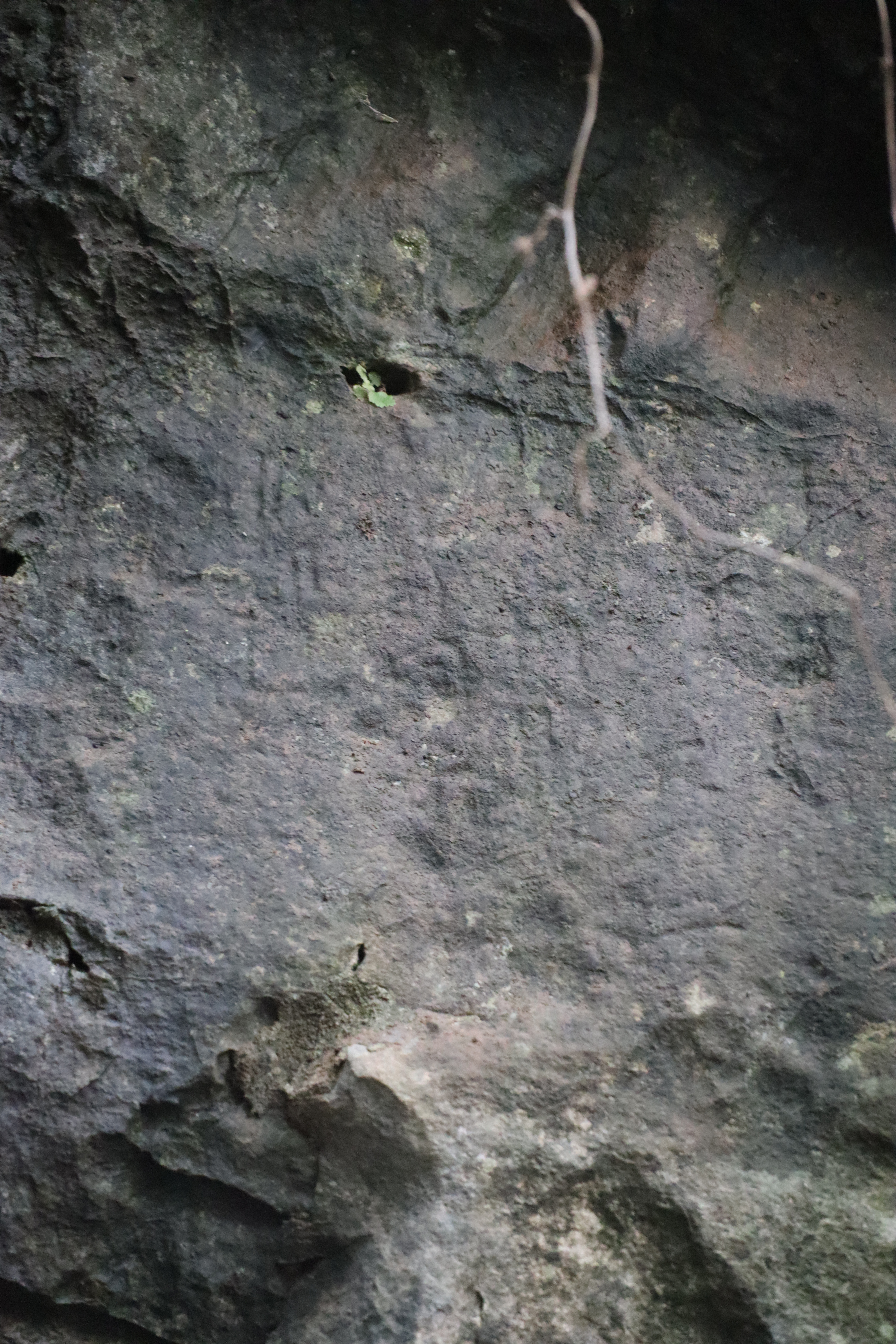
武儒衡在杭州定山風水洞的題名，其字迹已较为漫漶：“摄都团练。。。前国子监四门助教武儒衡元和二年二月廿日题”

武儒衡（769年？—824年），字庭硕，河南缑氏人。唐朝官员。
武則天一族，從兄宰相武元衡。祖父武平一，官至修文馆直学士。生于唐代宗大历四年（769年），二十四歲時，进士及第。初授國子監四門助教。元和元年（806年），任伊阙尉，不久改任河南水陆转运判官、東都留守。元和六年，為殿中侍御史。又任司封員外郎、戶部郎中。元和十二年，授諫議大夫、知制誥。十三年，為中書舍人。十五年，為禮部侍郎。唐穆宗長慶二年，任兵部侍郎，官至工部尚書。
元稹任中书舍人，一日中书省同僚一起食瓜，武儒衡一面挥扇驱蝇，一面斥叱：“适从何处来，而遽集于此！”同僚聽了臉色大變。长庆四年（824年）四月卒，年五十六。
武儒衡有二子：武籌、武忱。